# Die Jagd nach dem Meteor

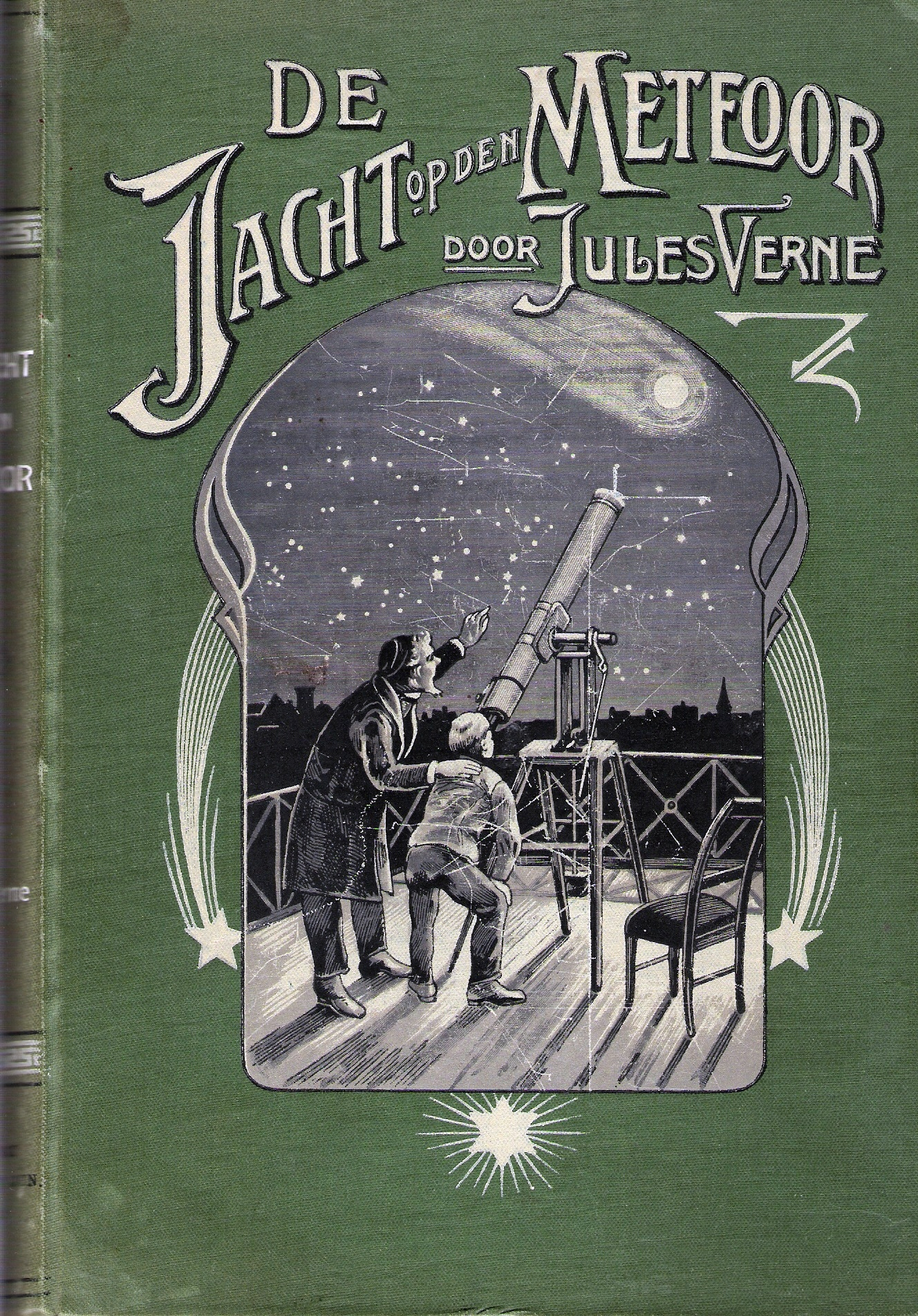
De Jacht op den Meteoor, niederländische Ausgabe um 1900

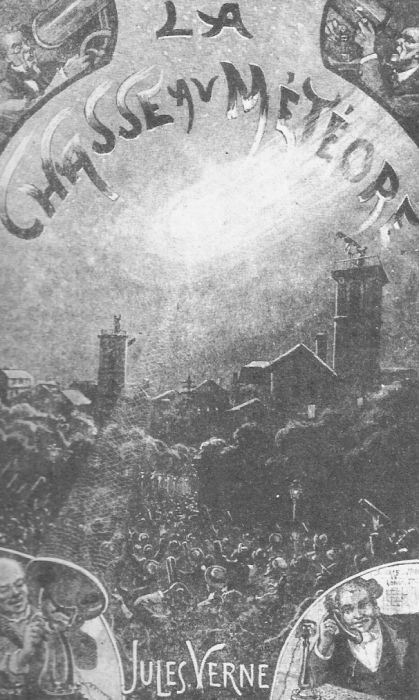
Titelillustration von George Roux aus der französischen Originalausgabe

Die Jagd nach dem Meteor (franz. La Chasse au météore) ist ein Roman des französischen Autors Jules Verne, der erstmals 1908 von dem Verlag Pierre-Jules Hetzel veröffentlicht wurde. Jules Verne hat das Manuskript 1901 geschrieben. Es erschien nicht mehr vor seinem Tod. Der Verleger soll Michel Verne, dem Nachlassverwalter seines Vaters, nahegelegt haben, den Roman optimistischer und flüssiger umzuschreiben. Der Vorabdruck erschien 1908 unter dem Titel La chasse au Météore im Le Journal in Paris. Die deutsche Übersetzung der Originalfassung erschien erst 2005. Der englische Titel des Romans lautet The Chase of the Golden Meteor.

## Handlung der Version von Michel Verne

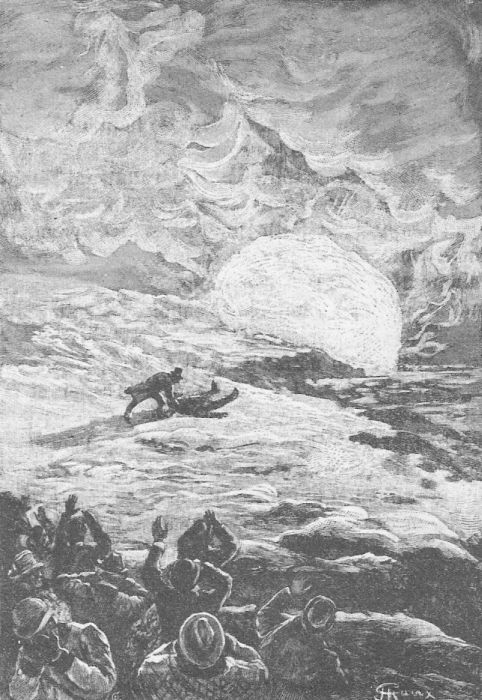
Forsyth und Hudelson werden von der Hitze des goldenen Meteors getroffen

In der Stadt Whaston am rechten Ufer des Potomac im US-Bundesstaat Virginia treffen sich ein Mann und eine Frau jeweils zu Pferde vor dem Haus des Richters Proth und bitten um die Hochzeit. Der Richter traut Miss Acadia Walker und Mister Seth Stanfort. In derselben Stadt lebt der Hobby-Astronom Dean Forsyth mit seinem Neffen Francis Gordon und seiner Haushälterin Mitz. Gordon ist verliebt in Jenny Hudelson, der Tochter des Doktor Sydney Hudelson und dessen Frau.
Eines Tages entdeckt Forsyth mit seinem Assistenten Omikron einen neuen Meteor. Hudelson hat den Meteor jedoch ebenfalls entdeckt. Forsyth schreibt einen Brief über seine Entdeckung an den Direktor der Sternwarte in Pittsburgh (Pennsylvania) und Hudelson einen Brief an den Direktor der Sternwarte in Cincinnati (Ohio). Durch die Presse verbreitet sich in der Bevölkerung die Angst vor dem Herabstürzen des Meteors auf die Erde. Forsyth und Hudelson streiten sich darüber, wer der Entdecker ist. Andere Astronomen entdecken, dass der Meteor aus purem Gold besteht.
Das Genie Zephyrin Xirdal, der in Paris von dem Vermögen seiner Eltern lebt, erfährt von dem Meteor und plant mit seinem Onkel und Bankier Robert Lecœur den Meteor auf ein Grundstück abstürzen zu lassen, was der Bankier in Grönland in der Nähe von Upernavik ankauft. Xirdal konstruiert einen geheimnisvollen Apparat, mit dem er aus seiner Wohnung die Umlaufbahn des Meteors ablenkt. Xirdal fährt mit einem Freund mit der Bahn an den Strand und lässt den Apparat zurück. Die Astronomen auf der Welt werden in Unruhe versetzt, als sich die Umlaufbahn des Meteors mehrfach ändert. Ursache ist die Witwe Thibaud, die Haushälterin Xirdals, die beim Putzen den Standort und die Einstellungen des Apparats mehrfach verändert.
In Whaston lassen sich die Stanfords wieder scheiden, da beide zu unterschiedlichen möglichen Absturzorten des Meteors reisen wollen. Xirdal kehrt inzwischen vom Strand zurück und korrigiert die Einstellungen seine Apparates wieder. Sein Onkel unterrichtet ihn über Spekulationsgeschäfte, die er getätigt hat. Er hat bei Termingeschäften darauf gesetzt, dass der Goldpreis durch den Absturz des goldenen Meteors sinkt. Er drängt Xirdal dazu, den Meteor abstürzen zu lassen. Beide brechen nach Grönland auf. In den USA laufen ebenfalls mehrere Dampfer mit dem Ziel Grönland aus. Auf ihnen befinden sich viele Passagiere, die den Absturz des Meteors in Grönland miterleben wollen. Ewald von Schnack, der Vertreter Dänemarks in Grönland will die Inbesitznahme des Meteors durch Fremde verhindern.
Der Meteor stürzt schließlich in der Nähe von Upernavik direkt an der Küste ab. Die mit den Schiffen angereisten Menschen brechen zur Absturzstelle auf und werden zuerst von einem Drahtzaun und dann von Xirdal aufgehalten. Sie reißen den Zaun nieder, Schnack will den Meteor für die dänische Regierung in Besitz nehmen. Amerikanische, britische, französische, deutsche, japanische, italienische, spanische, argentinische und holländische Kriegsschiffe treffen mit dem Ziel ein, den Meteor für ihre jeweilige Regierung zu sichern. Lecœur spekuliert unterdessen darauf, dass der Goldpreis wieder steigen wird, wenn der Meteor im Meer versinkt.
Xirdal lässt den noch glühenden Meteor schließlich mit der Hilfe seines Apparats ins Meer rutschen. Der poröse, glühende Körper explodiert durch den Dampfdruck des eindringenden Wassers in viele kleine Bruchstücke, die alle restlos untergehen. Damit sind viele Probleme gelöst, die Soldaten der vielen Länder brauchen keinen Krieg zu führen, Forsyth und Hudelson vertragen sich wieder, Francis Gordon und Jenny Hudelson können heiraten, Lecœur hat seinen Reichtum durch Insiderhandel vermehrt, und auch Miss Acadia Walker und Mister Seth Stanfort haben wieder zueinander gefunden. Die beiden landen wieder in Whaston bei dem Richter Proth, der sie erneut traut und sich fragt, wann er die beiden wiedersehen wird ...

## Bibliografie (Auswahl)
- Jules Verne: Die Jagd auf den Meteor. Die Originalfassung (Übersetzung: Gaby Wurster). München: Piper, 2005, ISBN 3-492-70105-1